# Rusurja
Rusurja – grupa etniczna o języku i obyczajach zbliżonych do Romów. Grupa ta żyje na Ukrainie, w Mołdawii i innych państwach. Rusurja są czasem myleni z ludem Jat, choć w rzeczywistości nie mają z nim wiele wspólnego.